# Incidente de la colina 192
El incidente de la colina 192 (en inglés: the incident in the hill 192) es el nombre con el que el Ejército de los Estados Unidos denomina al secuestro, violación en grupo, y posterior asesinato de Phan Thi Mao, una joven vietnamita el 19 de noviembre de 1966 por un pelotón estadounidense durante la guerra de Vietnam. Aunque las noticias del hecho llegaron a Estados Unidos en su momento, el caso tomó mayor repercusión por un artículo en el The New Yorker escrito por Daniel Lang que terminó convirtiendo en un libro posteriormente. En 1970 Michael Verhoeven hizo la película o.k., basándose en el incidente. En 1989 Brian De Palma dirigió Casualties of War que se basa en el libro de Lang.

## Incidente
El 17 de noviembre de 1966, el sargento David E. Gervase (20 años) y el soldado Steven Cabbot Thomas (21 años) -ambos miembros de la Compañía C, 2.º Batallón (aerotransportado), 8.vo de Caballería, 1.ª División de Caballería- hablaron con otros tres miembros del escuadrón (el soldado Robert M. Storeby, 22 años; Cipriano S. García, de 21 años, y José C. García, de 20) sobre sus planes para secuestrar a una "chica bonita" durante la misión de reconocimiento prevista para el día siguiente. Al ser entrevistado por Daniel Lang en 1968, el soldado Robert M. Storeby (bajo el alias de Sven Erikson), dijo «[Gervase] había dicho de conseguir a la mujer con el fin de boom-boom, o relaciones sexuales, y al final de los cinco días la iba a matar». Storeby también recordó que Gervase afirmó que sería «bueno para la moral de la tropa».
Aproximadamente a las 5:00 a. m. de la madrugada del 18 de noviembre, el escuadrón entró en la pequeña aldea de Cat Tuong, en el distrito de Phu My, en busca de una mujer. Después de encontrar a Phan Thi Mao (21 años), la amordazaron y ataron las muñecas con una cuerda y se la llevaron. Más tarde, después de instalar un campamento en un hooch (cabaña de paja) abandonado, cuatro de los soldados (con exclusión del soldado Storeby) violaron por turnos a Mao. Al día siguiente, en medio de un tiroteo con el Vietcong, surgió en Thomas y Gervase la inquietud de que la mujer sería vista con el escuadrón. Thomas llevó a Mao a un área de maleza y aunque la apuñaló tres veces con su cuchillo de caza, no logró matarla. Cuando ella trató de huir, tres de los soldados fueron tras ella. Thomas la atrapó y le disparó en la cabeza con su rifle M16.

## Consecuencias
El soldado Storeby denunció inicialmente el delito. En un primer momento, la cadena de mando, incluido el comandante de la compañía, no tomó ninguna medida al respecto. A pesar de las amenazas contra su vida por parte de los soldados que participaron en la violación y asesinato, Storeby estaba decidido a ver a los autores del crimen castigados. Su persistencia en la denuncia del delito a las autoridades superiores finalmente dio lugar a un consejo de guerra contra sus cuatro compañeros de pelotón. Fue durante el presente procedimiento que se identificó gracias a su hermana el nombre de la víctima, Phan Thi Mao.
Los soldados Thomas, Cipriano García y José García fueron condenados por violación y asesinato en marzo y abril de 1967. El sargento Gervase fue encontrado culpable en el cargo de asesinato, pero no de violación. En el juicio de Thomas, que cometió el apuñalamiento y el tiro mortal, el fiscal pidió al jurado imponer la pena de muerte. El tribunal, sin embargo, terminó condenando a Thomas a cadena perpetua. Esta primera sentencia fue conmutada por 20 años, después se redujo a 8, lo que lo hizo elegible para la libertad condicional después de cumplir la mitad de ese tiempo en prisión. Del mismo modo, la condena inicial de Gervase de 10 años se redujo a 8, y él también fue elegible para ser liberado dentro de la mitad del tiempo en que estuvo en prisión. En 1968, José García fue absuelto en la apelación de su condena inicial de 15 años y su baja deshonrosa del ejército fue revertida después de que se determinara que sus derechos de la Quinta Enmienda fueron violados, y su confesión fue descartada por inadmisible. La sentencia de Cipriano García se acortó a 22 meses. Todos los soldados (excluyendo a Storeby) fueron dados de baja del Ejército.